# Ugao
Ugao (izvirno srbsko Угао) je naselje v Srbiji, ki upravno spada pod Občino Sjenica; slednja pa je del Zlatiborskega upravnega okraja.

## Demografija
V naselju, katerega izvirno (srbsko-cirilično) ime je Угао, živi 372 polnoletnih prebivalcev, pri čemer je njihova povprečna starost 31,9 let (31,1 pri moških in 32,5 pri ženskah). Naselje ima 97 gospodinjstev, pri čemer je povprečno število članov na gospodinjstvo 5,62.
Po popisu prebivalstva iz leta 2002 je naselje večinoma bošnjaško, a v času zadnjih treh popisov je opazno zmanjšanje števila prebivalcev.
|  |

| Demografija | Demografija     | Demografija     |
| Leto        | Št. prebivalcev | Št. prebivalcev |
| ----------- | --------------- | --------------- |
|             |                 |                 |
|             |                 |                 |
|             |                 |                 |
|             |                 |                 |
| 1948        | 633             |                 |
| 1953        | 749             |                 |
| 1961        | 874             |                 |
| 1971        | 797             |                 |
| 1981        | 890             |                 |
| 1991        | 839             | 804             |
| 2002        | 649             | 545             |
|             |                 |                 |

| Etnična sestava po popisu iz leta 2002 | Etnična sestava po popisu iz leta 2002 | Etnična sestava po popisu iz leta 2002 | Etnična sestava po popisu iz leta 2002 | Etnična sestava po popisu iz leta 2002 |
| -------------------------------------- | -------------------------------------- | -------------------------------------- | -------------------------------------- | -------------------------------------- |
| Bošnjaki                               | Bošnjaki                               |                                        | 540                                    | 99,08%                                 |
| Muslimani                              | Muslimani                              |                                        | 2                                      | 0,36%                                  |
| Neznano                                | Neznano                                |                                        | 3                                      | 0,55%                                  |